# Idioma tsez
Tsez, también conocido como Dido (цез мец cez mec en tsez; დიდო (dido) en georgiano) es una lengua caucásica nororiental que utilizan unas 15,000 personas del pueblo tsez, un grupo musulmán en las montañas Tsunta distritos del sur y oeste de Daguestán en Rusia. El término georgiano dido se deriva de didi "grande".
El tsez no posee una tradición literaria y está pobremente representado en cuanto a sus formas escritas. El avar y ruso se usan como lenguajes literarios en el ámbito local, aun en las escuelas. Sin embargo, se han realizado algunos intentos por desarrollar una ortografía estable para el idioma tsez como para los lenguajes asociados a él principalmente con el propósito de recoger y registrar el folclore tradicional; por ello, a menudo se utiliza el alfabeto cirílico basado en el usado en el avar. Por lo general los hombres poseen más fluidez en el avar que las mujeres, y la gente joven tiende a tener más fluidez en el ruso que en tsez, que probablemente se deba a la falta de educación en y sobre el lenguaje.

## Aspectos históricos, sociales y culturales

### Dialectos
El idioma tsez se divide en los siguientes dialectos, con sus nombres tsez entre paréntesis:
- Asakh (Asaq)
  - Tsebari (Ceboru)
- Mokok (Newo)
- Kidero (Kidiro)
- Sagada (Soƛʼo)

El dialecto tsebari es utilizado en los ejemplos dados en este artículo. El dialecto sagada se destaca por sus notables diferencias respecto a los otros dialectos.
El bezhta, el hinukh, el hunzib y el khvarshi antiguamente se los consideraba también dialectos del idioma tsez, aunque hoy en día se los considera como idiomas distintos aunque de la misma familia.